# Lindenhardter Forst-Nordwest

Lage des ehemaligen gemeindefreien Gebiets Lindenhardter Forst-Nordwest im Landkreis Bayreuth

Aufteilung des Lindenhardter Forstes auf die vier Nachbargemeinden

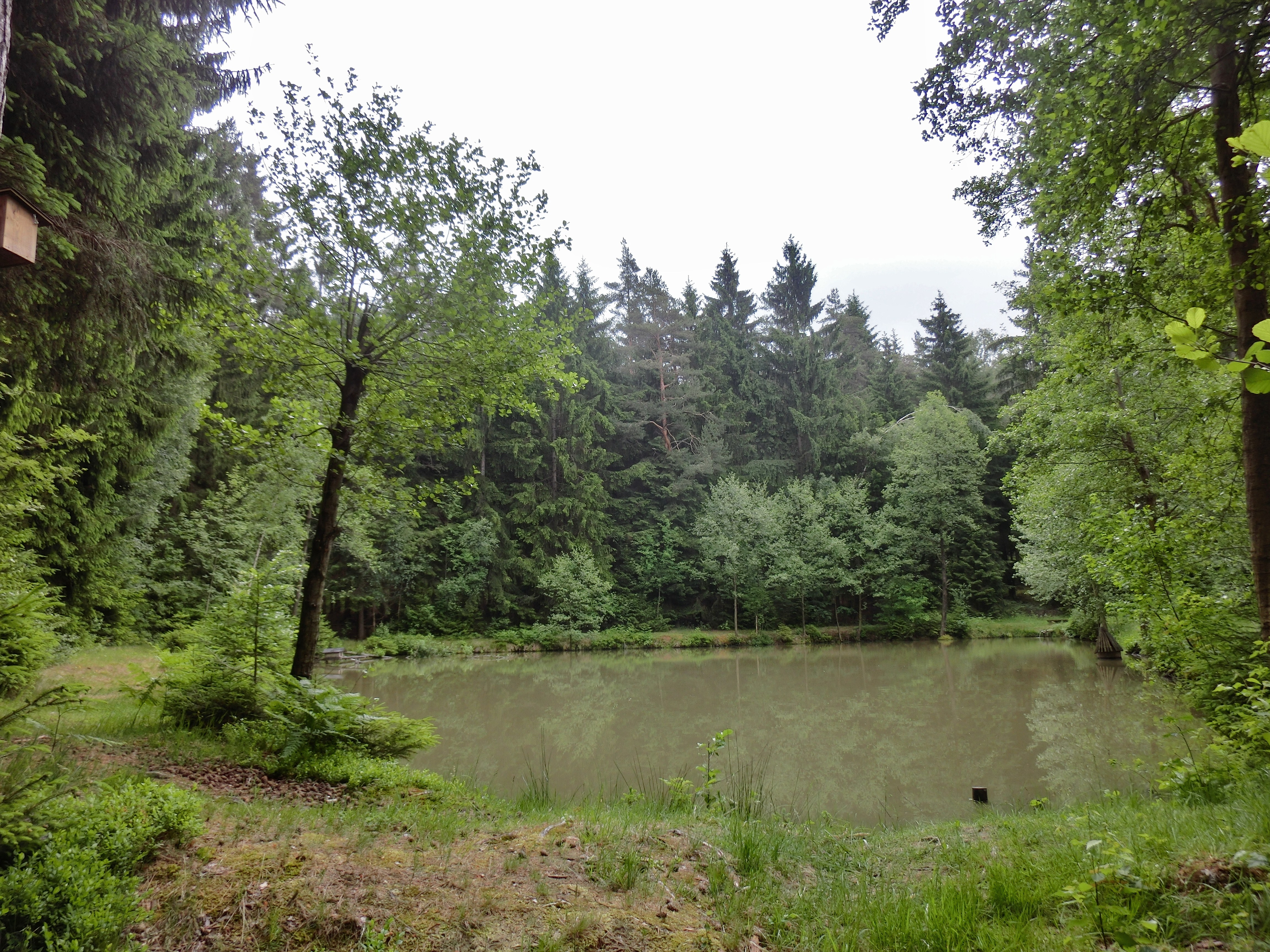
Püttlachweiher

Lindenhardter Forst-Nordwest ist eine Gemarkung im oberfränkischen Landkreis Bayreuth und war ehemals ein gemeindefreies Gebiet. Die Gemarkung hat eine Fläche von 8,315 km². Sie ist in 95 Flurstücke aufgeteilt, die eine durchschnittliche Flurstücksfläche von 87521,75 m² haben.
Der Staatsforst liegt zwischen Gesees, Lindenhardter Forst-Südost, Creußen, Hummeltal und Glashüttener Forst. Das Gebiet ist komplett bewaldet. Die höchste Erhebung ist mit 596 m ü. NHN der Tannenberg (49° 51′ 34,31″ N, 11° 32′ 12,91″ O). Die Bundesautobahn 9 verläuft durch das Gebiet.
Das ehemalige gemeindefreie Gebiet wurde zum Stichtag 1. Januar 2020 aufgelöst (ebenso wie der benachbarte Lindenhardter Forst-Südost) und auf die Gemeinden Creußen (Gemarkungsteil 1, 168 ha), Hummeltal (Gemarkungsteil 2, 350 ha), Haag (Gemarkungsteil 3, 259 ha) und Gesees (Gemarkungsteil 4, 54 ha) verteilt.
Auf dem der Gemeinde Hummeltal zugeschlagenen Teil liegt die Quelle der Püttlach, die dort nach rund 100 Metern den Püttlachweiher durchfließt.
Dass es nicht ein gemeindefreies Gebiet Lindenhardter Forst gab, sondern zwei getrennte und aneinander grenzende Gebiete -Nordwest und -Südost, ist der bis zum 30. Juni 1972 bestehenden Kreisgliederung Bayerns begründet, nach der die Grenze zwischen den beiden Gebieten auch die Landkreisgrenze zwischen dem damaligen Landkreis Pegnitz (Südost) und dem Altlandkreis Bayreuth (Nordwest) war.